# Дикастерия по делам епископов
Дикастерия по делам епископов (лат. Dicasterium pro Episcopis), ранее известная как Конгрегация по делам епископов (лат. Congregatio pro Episcopis) — одна из 16 дикастерий Римской курии, которая занимается, главным образом, вопросами епископской деятельности и юридическими статусами церквей латинского обряда.
Возглавляет дикастерию кардинал-префект (место вакантно), секретарь — архиепископ Илсон де Жезус Монтанари.

## Названия дикастерии
- Священная Консисторская Конгрегация (1588—1967);
- Священная Конгрегация по делам епископов (1967—1983);
- Конгрегация по делам епископов (1983—2022);
- Дикастерия по делам епископов (с 2022 — по настоящее время).

## История
Конгрегация восходит к Конгрегации по учреждению Церквей, созданной папой Сикстом V в 1588 году. В 1908 году папа римский Пий X апостольской конституцией Sapienti concilio переименовал её в Консисторскую Конгрегацию.
15 августа 1967 года папа римский Павел VI в апостольской конституции Regimini Ecclesiae Universae присвоил конгрегации её нынешнее название.
Современное устройство конгрегации и её полномочия определены конституцией Pastor Bonus папы римского Иоанна Павла II от 1988 года.

## Структура и обязанности
Дикастерия занимается образованием новых церквей, а также их разделением и объединением. В сферу компетенции конгрегации также относятся военные ординариаты. Другим направлением деятельности конгрегации является надзор за деятельностью епископов и их связь с Римской курией. При замещении епископа на кафедре Конгрегация изучает кандидатуру и представляет её папе римскому, который выносит окончательное решение.
Также в структуру дикастерии входит Бюро по координации пастырских епископских визитов, Бюро по координации военных ординариатов и Папская Комиссия по Латинской Америке.

## Руководство Дикастерии и в XX веке
В 1965 году глава Конгрегации принял титул префекта, в то же время заместителем префекта стал Секретарь Конгрегации.

### Кардиналы-префекты
- Гаэтано Де Лай (1908—1928);
- Карло Перози (1928—1930);
- Раффаэло Карло Росси (1930—1948);
- Джованни Пьяцца (1948—1957);
- Марчелло Мимми (1957—1961);
- Карло Конфалоньери (1961—1973);
- Себастьяно Баджо (1973—1984);
- Бернарден Гантен (1984—1998);
- Лукас Морейра Невис (1998—2000);
- Джованни Баттиста Ре (2000—2010);
- Марк Уэлле (2010—2023);
- Роберт Фрэнсис Превост (2023—2025), избран папой римским, взял имя Лев XIV.

### Асессоры Конгрегации
- монсеньор Шипионе Текки — 24 октября 1908 — 25 мая 1914 — возведён в кардиналы);
- архиепископ Томмазо Боджани, O.P. — (7 июля 1914 — 4 декабря 1916 — возведён в кардиналы);
- архиепископ Винченцо Сарди ди Ривизондоли — (1916 — 12 августа 1920, до смерти);
- монсеньор Луиджи Синчеро — (12 октября 1920 — 23 мая 1923 — возведён в кардиналы);
- архиепископ Раффаэле Росси, O.C.D. — (7 июня 1923 — 30 июня 1930 — возведён в кардиналы);
- монсеньор Винченцо Санторо — (3 июля 1930 — 21 мая 1943, до смерти);
- монсеньор Бенедетто Ренцони — (1943—1950, в отставке);
- архиепископ Джузеппе Антонио Ферретто — (27 июня 1950 — 16 января 1961 — возведён в кардиналы);
- архиепископ Франческо Карпино — (19 января 1961—1965 назначен секретарём той же Конгрегации).

### Секретари Конгрегации
Секретарь Конгрегации по делам епископов одновременно является Секретарём Коллегии Кардиналов. В период Папских выборов Секретарь Конгрегации выступает в качестве Секретаря Конклава.
- архиепископ Франческо Карпино (1965—1967);
- архиепископ Эрнесто Чиварди (1967—1979);
- архиепископ Лукас Морейра Невис, OP (1979—1987);
- архиепископ Джованни Баттиста Ре (1987—1989);
- архиепископ Джастин Ригали (1989—1994);
- архиепископ Хорхе Мария Мехия (1994—1998);
- архиепископ Франческо Монтеризи (1998—2009);
- архиепископ Мануэл Монтейру де Каштру (2009—2012);
- архиепископ Лоренцо Бальдиссери (2012—2013), назначен генеральным секретарём Синода Епископов;
- архиепископ Илсон де Жезус Монтанари (12 октября 2013 — по настоящее время).